# Hinausstellung ohne Ersatz (Wasserball)
Eine Hinausstellung ohne Ersatz ist die härteste Strafe für einen Spieler beim Wasserball. Sie ist festgelegt im § 338 des wasserballspezifischen Teils der Wettkampfbestimmungen des DSV.

## Hinausstellung ohne Ersatz – Fehler
Auf Hinausstellung ohne Ersatz ist zu erkennen, wenn ein Spieler
1. einen gegnerischen Spieler oder einen Kampfrichter schlägt, tritt oder sonstige brutale Handlungen vollzogen hat;
2. gegen einen gegnerischen Spieler oder Kampfrichter Handlungen ausführt, die eine brutale Handlung gegen diese Person erkennen lassen. Der Schiedsrichter muss in diesem Falle davon ausgehen, dass ebendieser Spieler die Handlung vollzogen hätte und damit den diese Person verletzt hätte.

## Hinausstellung ohne Ersatz
1. Der brutale Spieler muss sofort das Spielfeld durch seinen eigenen Wiedereintrittsraum verlassen.
2. Die Mannschaft, dessen Spieler verletzt wurde, hat die Möglichkeit eine Pause von 3 Minuten zu nehmen. Um diese Möglichkeit zu nehmen, so muss das der Trainer oder Mannschaftsbegleiter dieser Mannschaft dem Schiedsrichter anzeigen. Dieser hat dann das Spiel zu unterbrechen.
3. Der brutale Spieler ist für die nächsten beiden amtlichen Spiele gesperrt.
4. Die Mannschaft des brutalen Spielers spielt nun vier Minuten mit einem Spieler weniger weiter. Danach kann ein Spieler von der Bank durch den Wiedereintrittsraum wieder eintreten.
5. Wird die brutale Handlung von einem Spieler vollzogen, der sich auf der Bank befindet oder gerade in der Halbzeitpause auf dem Weg befindet die Seiten zu wechseln, so ist dieser nach dieser Regel ohne Ersatz hinauszustellen. Der Kapitän bzw. der Trainer oder Mannschaftsleiter müssen dann einen Spieler, der sich gerade im Wasser befindet, der eigenen Mannschaft auf die Bank setzen. Dieser herausgenommene Spieler hat allerdings keine Strafe. Nach vier Minuten darf ein Spieler wieder eintreten.

## Weitere Strafen
- Ausschluss
- Freiwurf
- Hinausstellung mit Ersatz
- Strafwurf